# Andreas Scholl
Andreas Scholl (ur. 10 listopada 1967 w Eltville am Rhein) – niemiecki kontratenor dysponujący głosem altowym, specjalizujący się w wykonywaniu muzyki dawnej, przedstawiciel wykonawstwa historycznego. Jest pierwszym kontratenorem na świecie, którego zaproszono do udziału w koncercie „The Last Night of the Proms” w Londynie.

## Życiorys

### Dzieciństwo
Pochodzi z rodziny o tradycjach chóralnych. W wieku 7 lat wstąpił do Kiedricher Chorbuben (miejscowego chóru chłopięcego o przeszło 600-letniej tradycji). W wieku 13 lat zaśpiewał razem ze swoją siostrą w operze Czarodziejski flet Mozarta w Wiesbaden Staatstheater. W tym samym roku był jednym z 20 000 chórzystów, którzy z całego świata zostali zaproszeni do Rzymu na festiwal. Zaśpiewał tam także solo podczas mszy dnia 4 stycznia 1981 oraz odwiedził papieża Jana Pawła II.
Wystąpił także jako młody mnich w filmie Imię róży, który był realizowany w klasztorze Eberbach, niedaleko Kiedrich.
Jego siostra Elisabeth jest śpiewaczką.

### Wykształcenie muzyczne
Scholl miał 17 lat, gdy po raz pierwszy zaśpiewał przed kontratenorem Herbertem Kleinem, który wskazał mu dwie możliwości nauki – w Londynie lub w Schola Cantorum Basiliensis w Bazylei. Później Scholl wysłał swoje demo René Jacobsowi, który miał ocenić jego talent. Jacobs zaprosił go na spotkanie w Schola Cantorum Basiliensis, gdzie Scholl później studiował.
Jego nauczycielem został Richard Levitt, naukę kontynuował w klasie mistrzowskiej René Jacobsa. Główny wpływ na zainteresowanie Scholla muzyką dawną miały skrzypaczka Chiara Banchini i śpiewaczka Emma Kirkby. Studiował razem z sopranistką Evelyn Tubb i lutnistą Anthonym Rooleyem.

### Kariera operowa
Mimo że Schola Cantorum Basiliensis nie przygotowała Scholla do kariery operowej, zadebiutował on na scenie w 1998 roku podczas festwalu w Glyndebourne, gdzie wykonał partię Bertarida w operze Händla Rodelinda. Rola ta okazała się sukcesem, co zaowocowało kolejnymi propozycjami (między innymi z Metropolitan Opera w Nowym Jorku, gdzie Scholl wystąpił w roku 2006.
W 2002 został zaproszony do współpracy przez Operę Królewską w Kopenhadze, gdzie wykonał tytułową partię w operze Juliusz Cezar Georga Friedricha Händla. Przedstawienie zostało zarejestrowane przez wytwórnię Harmonia Mundi. Realizacja, jak i partia Juliusza Cezara, okazały się wielkim sukcesem w karierze Andreasa Scholla. Sukces ten miał okazję powtórzyć na wielu scenach operowych (m.in. we Francji i we Włoszech).
Trzecią partią operową, którą Andreas Scholl wykonywał na scenie jest partia Arsace w operze Partenope Händla - również prezentowana na deskach Kongelige Theather w Kopenhadze i zarejestrowana przez wytwórnię Decca.

### Życie prywatne
Od sierpnia 2012 jego żoną jest pochodząca z Izraela pianistka i klawesynistka Tamar Halperin, mają córkę Almę (ur. sierpień 2015). Z poprzedniego małżeństwa Andreas Scholl ma córkę Clarę (ur. grudzień 1998).

## Dyskografia
- 1995: Deutsche Barocklieder,
- 1995: A. Vivaldi: Stabat Mater,
- 1996: English Folksongs & Lute Songs,
- 1999: G.F. Händel: Ombra mai fu,
- 1999: Heroes,
- 1999: Pergolesi: Stabat Mater,
- 2000: A. Vivaldi:Nisi dominus,
- 2000: The Voice,
- 2000: A Musical Banquet,
- 2001: Wayfaring Stranger,
- 2002: Baroque Adagios,
- 2003: Arcadia,
- 2004: The Merchant of Venice,
- 2005: Arias for Senesino,
- 2007: Il Duello Amoroso,
- 2007: (DVD) Giulio Cesare,
- 2007: Andreas Scholl goes Pop,
- 2008: Crystal Tears,
- 2009: (DVD) Partenope,
- 2010: Oswald von Wolkenstein – Songs of Myself,
- 2010: Purcell: O, Solitude,
- 2010: Marco Rosano: Stabat Mater,
- 2011: Bach cantatas,
- 2012: Wanderer,
- 2012: (DVD) Rodelinda.

## Współpraca
Andreas Scholl współpracował z większością specjalistów w muzyce baroku:
- Chiara Banchini
- William Christie
- Christophe Coin
- Michel Corboz
- Paul Dyer
- John Eliot Gardiner
- Reinhard Goebel
- Philippe Herreweghe
- Christopher Hogwood
- René Jacobs
- Konrad Junghänel
- Robert King
- Ton Koopman
- Paul McCreesh
- Nicholas McGegan
- Roger Norrington
- Christophe Rousset
- Jos van Veldhoven
- Dominique Veillard
- Roland Wilson

Zespoły, z którym współpracował, to m.in.:
- Netherlands Bach Choir
- Cantus Coelln
- Orchestra of the Age of Enlightenment
- Musica Antiqua Köln
- Berlin Akademie für Alte Musik
- Freiburg Barockorchester
- Australian Brandenburg Orchestra
- Accademia Bizantina

Kompozytor Marco Rosano napisał dla Scholla Stabat Mater.